# Памятник Петру Столыпину (Киев)
Памятник Петру Столыпину в Киеве — несохранившийся памятник видному государственному деятелю и премьер-министру Российской империи Петру Аркадьевичу Столыпину, убитому в Киеве в результате покушения. Был открыт 6 сентября 1913 года на Думской площади (нынешнем Майдане Незалежности) напротив здания Городской думы и простоял до революционных событий 1917 года.

## Композиция
Бронозовая статуя изображала Столыпина в полный рост, в форменном сюртуке. Высота памятника составляла 12 аршинов (около 8,5 м). Пьедестал, на котором располагалась фигура Столыпина, был сделан из светло-серого гранита. По правой и левой сторонам памятника располагались аллегорические фигуры: Мощь (русский витязь) и Скорбь (русская женщина).
На каждой стороне пьедестала имелась надпись. На передней стороне памятника была написано: «Петру Аркадьевичу Столыпину — русскie люди». С левой стороны, над фигурой женщины: «Твердо верю, что затеплившійся на западе Россіи светъ русской національной идеи не погаснетъ и вскоре озаритъ всю Россію». С правой стороны, над фигурой витязя: «Вамъ нужны великія потрясенія, — намъ нужна великая Россія». Надпись на задней стороне пьедестала гласила: «Родился 2-го апреля 1862 года въ Москве . Жизнь посвятилъ служенію родине. Палъ от руки убійцы 1-5-го сентября 1911 г. въ Кіеве».

## История

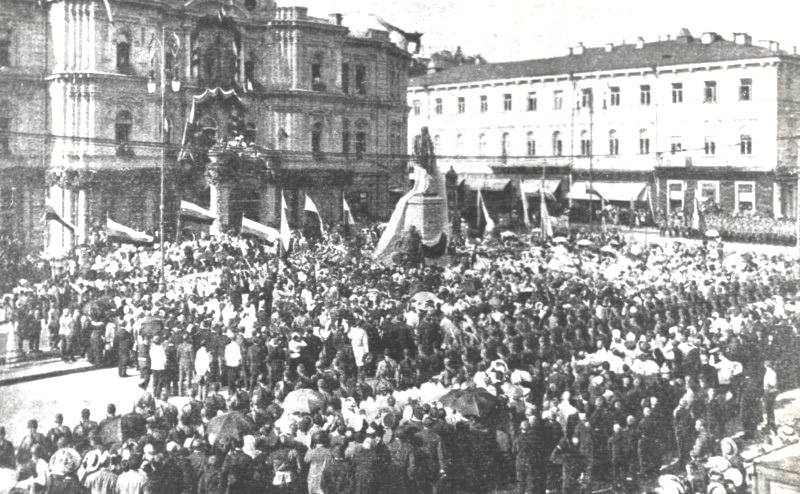
Церемония открытия памятника в 1913 году

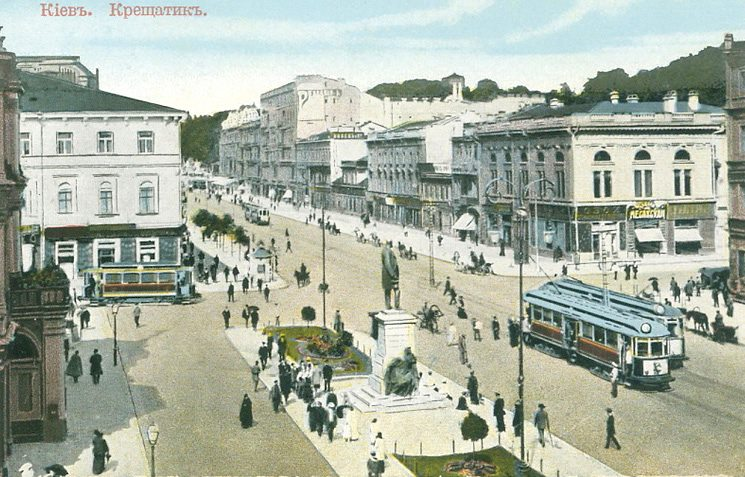
Панорама Крещатика с памятником Столыпину

1 сентября 1911 года Пётр Столыпин, находясь с официальным визитом в Киеве, был смертельно ранен выстрелом террориста-эсера Дмитрия Богрова. Столыпин скончался через четыре дня и был похоронен на территории Киево-Печерской лавры.
Вскоре после смерти Петра Столыпина киевская городская дума приняла решение установить памятник в его честь. Первоначально планировалось поставить его напротив здания Оперы, однако против этого выступила вдова покойного. Тогда городские власти решили установить памятник перед зданием Городской думы. Благодаря пожертвованиям было собрано около 120 тысяч рублей, из них 20 тысяч внёс ассигнациями лично император Николай II. Деньги, которые остались после сооружения памятника, были направлены на помощь вдовам и сиротам.
Памятник был заложен летом 1912 года, а уже 6 сентября 1913 года, к двухлетней годовщине убийства Столыпина, был торжественно открыт. Автором проекта памятника стал итальянский скульптор Этторе Ксименес, соорудивший также памятник Александру II в Киеве. Скульптор живым видел Столыпина только один раз — в театре, в момент убийства. За работу скульптор деньги не взял. Архитектурную часть проекта разработал киевский архитектор Ипполит Николаев.

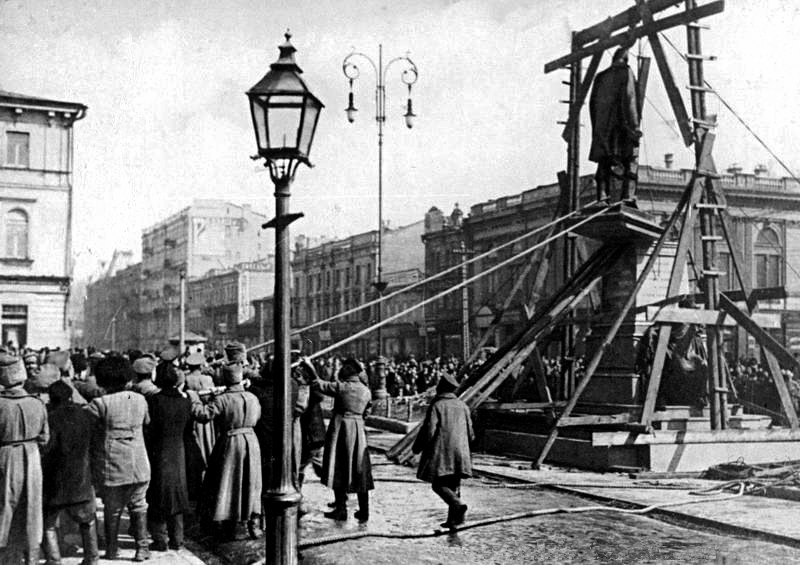
Свержение памятника Столыпину в Киеве, 1917 г.

Памятник Столыпину простоял всего четыре года и был демонтирован после Февральской революции 17 (30) марта 1917 года. Перед снятием революционеры организовали над памятником защитника самодержавия «народный суд», а для сноса было использовано сооружение, напоминающее виселицу. Статуя некоторое время пролежала на заводе Арсенал, прежде, чем была переплавлена. Скульптуры «Витязя» и «Женщины-России», украшавшие пьедестал памятника, также попали на завод «Арсенал», а позднее было принято решение передать их в Лаврский музейный заповедник, где они бесследно исчезли.
Спустя два года после разрушения памятника Столыпину на том же месте был воздвигнут гипсовый памятник Карлу Марксу, который вскоре был разрушен деникинцами. В 1922 году в стороне от места бывшего памятника был сооружён новый памятник Карлу Марксу в стиле кубизма.